# Krystyna Marek
Krystyna Marek (* 11. Oktober 1914 in Krakau; † 30. März 1993 in Bern) war eine polnische Juristin, Völkerrechtlerin, Professorin in der Schweiz und Aktivistin im Exil.

## Leben
Krystyna Marek war die Tochter des PSP-Aktivisten Zygmunt Marek (1872–1931). 1954 verteidigte Krystina Marek ihre Doktorarbeit auf dem Gebiet des Völkerrechts. Marek lehrte an der Universität Genf. In den 50er Jahren war sie Mitarbeiterin bei Radio Free Europe. Sie arbeitete auch bei der Pariser polnischen Zeitschrift Kultura mit. In den 1980er Jahren war sie auch aktiv in der Organisation für die Hilfe an den internierten Solidarność-Aktivisten.
Ihre akademischen Leistungen beinhalten eine Reihe von Werken des Völkerrechts. Seit  1962 war sie Mitglied der polnischen wissenschaftlichen Gesellschaft im Exil (Polskie Towarzystwo Naukowe na Obczyźnie).

## Publikation (Auswahl)
- Identity and continuity of states in public international law. Droz, Genf 1954 (zugleich Dissertation, Universität Genf); 2. Aufl. Genf 1968.
- Droit international et droit interne, Genf 1961.
- Thoughts on codification, in: ZaöRV Bd. 31 (1971), S. 489–520 (PDF).
- A Digest of the Decisions of the International Court: Precis de la Jurisprudence de la Cour Internationale. BRILL, 1978.
- Jałta po latach. Warszawa 1985.

## Bibliografie
- Materiały konferencyjne Muzeum Polskiego w Rapperswilu. wrzesień 2007.